# Calytrix asperula
Calytrix asperula là một loài thực vật có hoa trong Họ Đào kim nương. Loài này được (Schauer) Benth. mô tả khoa học đầu tiên năm 1867.